# Soumitra Chatterjee
Soumitra Chatterjee (Bengali: সৌমিত্র চট্টোপাধ্যায় Shoumitro Chôţţopaddhae; Krishnanagar, 19 de janeiro de 1935 – Calcutá, 15 de novembro de 2020) foi um ator indiano de Bengali, sobejamente conhecido pelas suas colaborações com o grande realizador indiano Satyajit Ray.
Conquistou o National Film Awards de melhor ator em 2006 pelo trabalho em Podokkhep.
Morreu em 15 de novembro de 2020 na Belle Vue Clinic em Calcutá, aos 85 anos, devido à COVID-19.